# فوگرو
فوگرو (به هلندی: Fugro) شرکت مهندسی هلندی است، که به‌عنوان سومین شرکت ساخت‌وساز جهان شناخته می‌شود.
این شرکت خدمات ژئوتکنیکی، نقشه‌برداری و زمین‌شناسی را به شرکت‌های فعال در صنایع نفت، گاز، عمران و استخراج معادن ارائه می‌نماید.
شرکت فوگرو در سال ۲۰۱۱ بیش از ۲٫۵ میلیارد یورو، درآمد کسب کرده‌است. بخشی از سهام این شرکت در بازار بورس اوراق بهادار یورونکست آمستردام معامله می‌شود.
شرکت فوگرو سیستم‌های اسکای‌فیکس (به انگلیسی: Skyfix) و استارفیکس (به انگلیسی: Starfix) را اداره می‌نماید. این سیستم‌ها، وظیفه ارائه اطلاعات نقشه‌برداری، ناوبری زمینی و ارسال اطلاعات اصلاحی، به سامانه موقعیت‌یاب جهانی (GPS) و گلوناس (GLONASS) را بر عهده دارد.